# La Vis
Pour les articles homonymes, voir Vis.
 (juillet 2025).
Pour plus de détails, voir Fiche technique et Distribution.
La Vis est un court métrage français écrit et réalisé par Didier Flamand en 1993[réf. nécessaire].
Il a reçu le César du meilleur court métrage à la 20e cérémonie des César en 1995, et fut nommé pour l'Oscar du meilleur court métrage en prises de vues réelles à la 66e cérémonie des Oscars de 1994.

## Synopsis
Alors que monsieur K bricole, il tombe sur une vis dont la tête n'a pas d'entaille. Furieux, il va se plaindre à la direction du grand magasin Metallika.

## Fiche technique
- Réalisation : Didier Flamand
- Scénario : Didier Flamand
- Collaboration au scénario : Pierre-Alain Mercier
- Musique originale : Gérard Torikian
- Photographie : Agnès Godard
- Montage : Monica Coleman
- Producteur : Serge Blumental
- Producteur associé : Chantal Perrin

## Distribution
- Jean Reno	: Monsieur K
- Maïté Nahyr : Madame K
- François Berléand : Vendeur
- Maurice Lamy : Vendeur
- Ged Marlon : Vendeur
- Jean Valière : Vendeur
- Jacques Nolot : un dessinateur

## Distinctions

### Prix
- César du meilleur court métrage 1995, 20e cérémonie des César
- Prix de la meilleure fiction au Festival international du film de Tampere 1994 (Finlande)
- Prix Georges de Beauregard 1994
- Mention pour la mise en scène, Festival du film d'humour de Chamrousse 1994[1] (ancien Festival devenu en 1997 le Festival international du film de comédie de l'Alpe d'Huez)

### Nomination
- Nommé pour l'Oscar du meilleur court métrage en prises de vues réelles 1994, 66e cérémonie des Oscars